# مرکز پزشکی کودکان دالاس

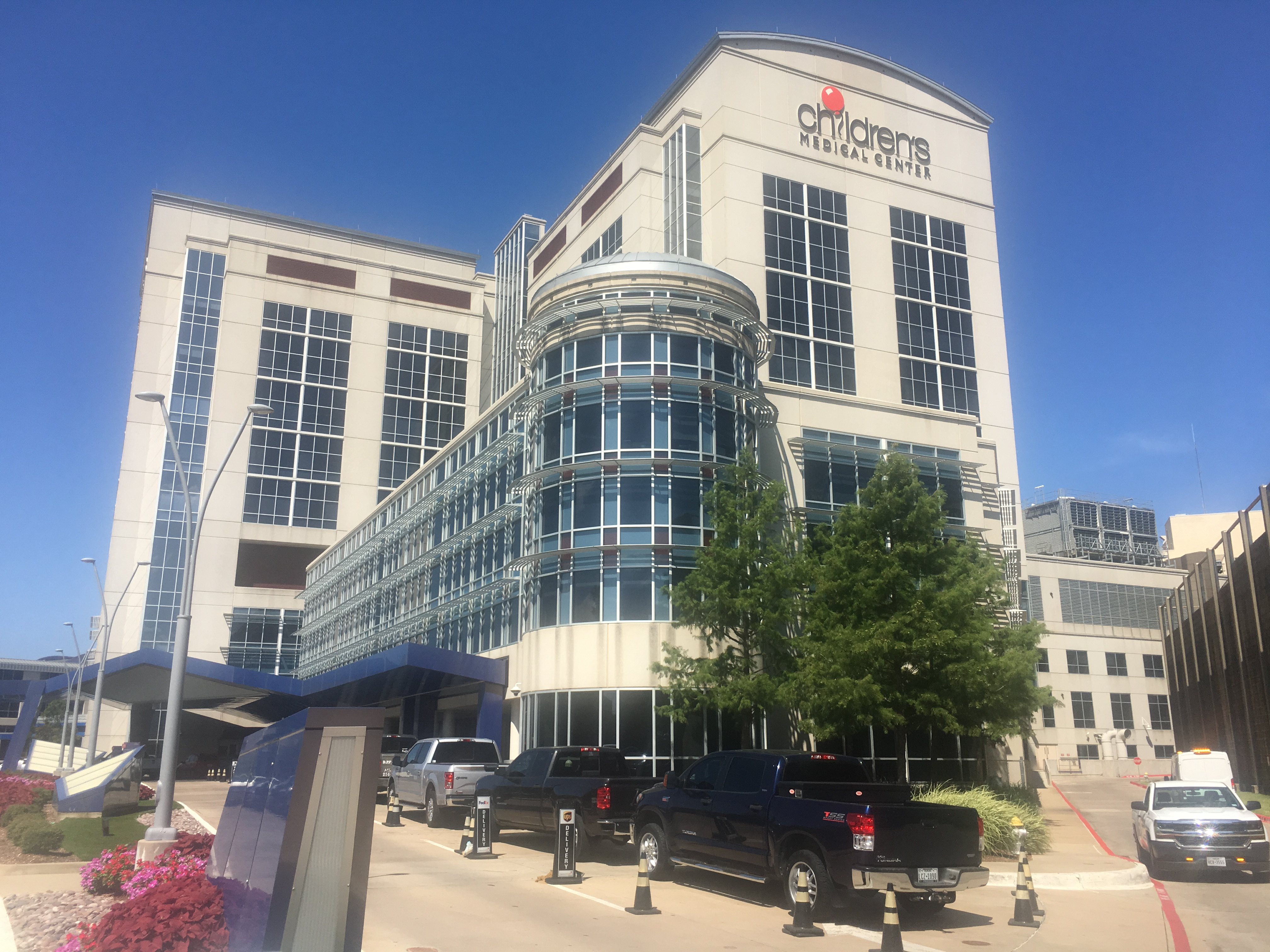

مرکز پزشکی کودکان دالاس (به انگلیسی: Children's Medical Center Dallas) تأسیس ۱۹۱۳ میلادی، نام یک مرکز درمانی تخصصی کودکان در شهر دالاس در ایالت تگزاس در آمریکا است.
مرکز پزشکی کودکان دالاس دارای تسهیلات عمومی ۴۹۰ تختخوابی و اورژانس هوایی است. این مرکز درمانی یک بیمارستان آموزشی است که در مجاورت مرکز پزشکی دانشگاه تگزاس شعبه جنوب‌غربی قرار دارد.
مرکز پزشکی کودکان پلینو در واقع یکی از شعبات این سامانه درمانی میباشد که در منطقه پلینو قرار دارد.

## رتبه‌بندی و افتخارات

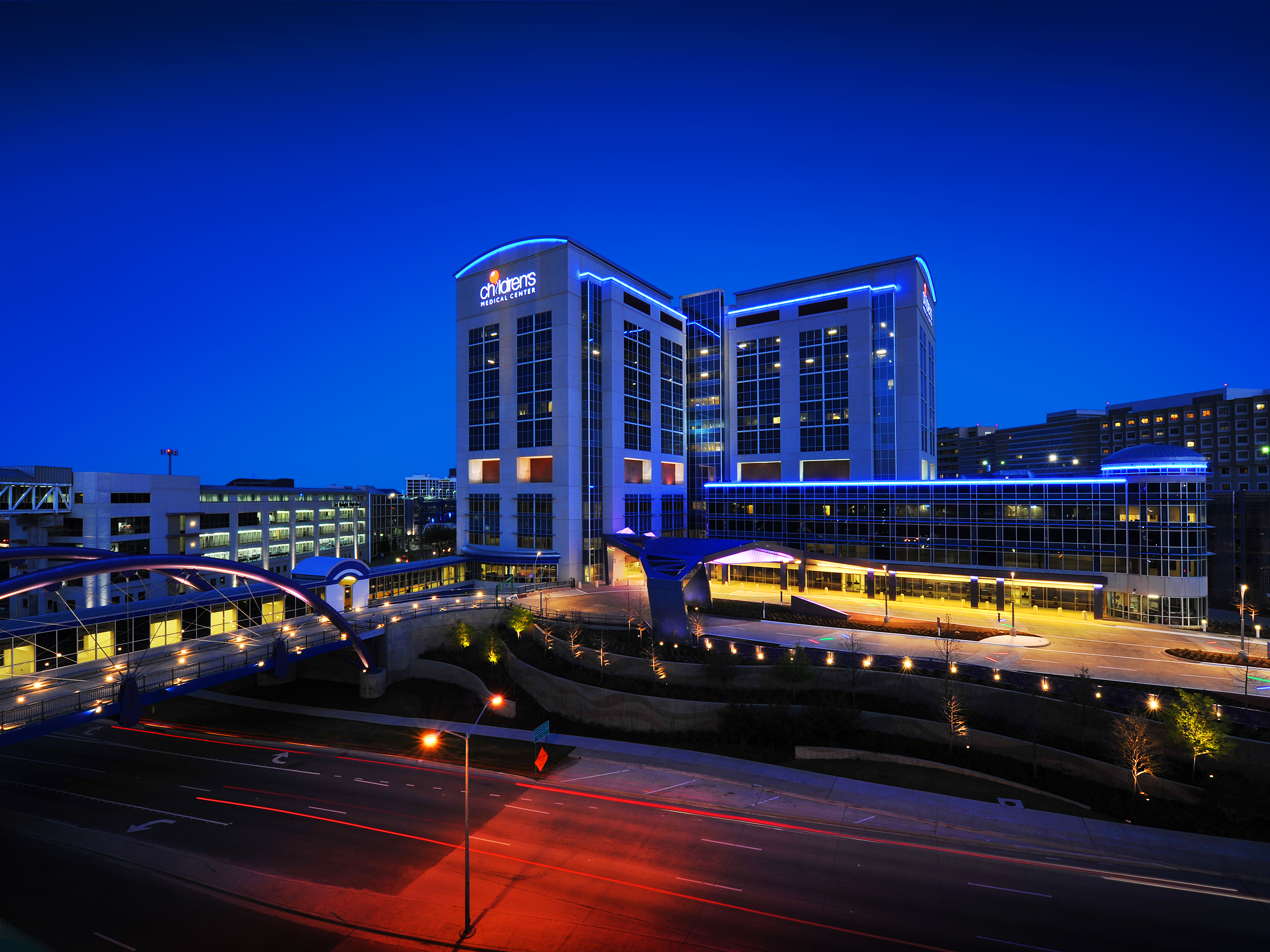

نشریهٔ U.S. News and World Report در سال ۲۰۱۹ این مرکز درمانی را در تمام ۱۰ گرایش تخصصی در پزشکی کودکان در زمره بیمارستانهای ممتاز در کل کشور آمریکا قرار داد. بالاترین رتبه کشوری این بیمارستان رتبه دوم است که در بخش ارتوپدی بدست آمده.